# روبرت بيب
روبرت بيب (بالإنجليزية: Robert Pape)‏ هو عالم سياسة أمريكي، ولد في 24 أبريل 1960.

## مؤلفات
- القصف الجوي للنصر
- الموت للنصر
- قطع سلك المفجر
- أوراق بحثية عن فعالية العقوبات الاقتصادية
- مقال: لماذا استسلمت اليابان

## وصلات خارجية
- روبرت بيب على موقع IMDb (الإنجليزية)
- روبرت بيب على موقع الموسوعة البريطانية (الإنجليزية)